# Сантерр, Жан-Батист
Жан-Бати́ст Санте́рр, Сантер, Сантерра́ (фр. Jean-Baptiste Santerre; 23 марта 1651, Маньи-ан-Вексен — 21 ноября 1717, Париж) — французский живописец, академик Королевской академии живописи и скульптуры (с 1704; ассоциированный член с 1698), ординарный живописец двора герцога Орлеанского (с 1715); ученик Бона Булоня Старшего, представитель «большого стиля» эпохи царствования Людовика XIV.
По версии каталога-резоне 1988 года творческое наследие Сантерра насчитывает 157 достоверных работ — 149 картин и 8 графических листов, главным образом находящихся в музейных коллекциях Франции и других европейских стран. Среди них большую часть составляют портреты, портретоподобные жанровые и аллегорические композиции; помимо этого противоречивую известность получили эротически истолкованные религиозные сцены на сюжеты библейской и церковной истории, вызывавшие возмущение современников. Сохраняя в основе своего творчества академические практики, восходящие к болонской школе, Сантерр внедрил — одним из первых во французской живописи — элементы из нидерландской (голландской и фламандской) традиции; в техническом плане его живопись отмечена гармоничным колоритом и высоким качеством рисунка.
При жизни Сантерра его живопись получила широкую известность среди ценителей, сохранявшуюся в течение нескольких десятилетий вплоть до конца XVIII века; с середины XIX века на волне романтического интереса к эпохе Старого порядка начинается оценка вклада Сантерра в развитие французской и европейской живописи. Сантерр считается одним из предшественников искусства рококо и неоклассицизма, оказавшим существенное влияние на ряд ключевых деятелей этих стилей.

## Биография
Жан-Батист Сантерр родился 23 марта 1651 года во французском местечке Маньи-ан-Вексен, расположенном на расстоянии около 55 километров северо-западнее Парижа, став двенадцатым ребёнком в семье купца Андрэ Сантера.
Искусству рисования обучался сперва у Франсуа Лемера, затем у Бон Булоня Старшего. В 1704 году Сантерр получил звание академика за картину «Купание Сусанны», которое хранится в Лувре и по сей день является одним из наиболее популярных произведений художника.
В основном Жан-Батист Сантерр писал портреты, библейские и жанровые композиции; по стилю Сантерр — типичный рубенсист. Не порывая окончательно с академическими традициями, он внёс в искусство те элементы интимности, которые определяют стиль французской живописи в эпоху Рококо. Излюбленные им библейские сцены обычно окрашиваются налётом эротики. Портреты носят менее помпезный, чем у других современных ему портретистов, характер. В портретные изображения часто вводятся жанровые детали. Сантерр любит тёплое золотистое освещение и горячий «рубенсовский» колорит.
Жан-Батист Сантерр умер 21 ноября 1717 года в Париже.
Произведения Сантерра по праву занимают почётное место в ведущих музеях мира, в частности, они представлены в Эрмитаже Санкт-Петербурга («Две актрисы», «Дама с вуалью») и в Государственном музее изобразительных искусств имени А. С. Пушкина в Москве («Урок пения», «Девушка со свечой»).

## Галерея
- Избранные работы
- Портрет герцога Филиппа II Орлеанского. Около 1710–1717
Музей и художественная галерея[англ.], Бирмингем
- Портрет герцога Филиппа II Орлеанского и мадам де Парабер[фр.] в образе Минервы. Около 1715–1716
Версаль
- Портрет Марии Аделаиды Савойской, герцогини Бургундской. 1709
Версаль
- Адам и Ева. Около 1716–1717
Коллекция Дэвида Роше, Мельбурн
- Портрет Никола Буало. 1690-е годы
Музей изящных искусств, Лион
- Две актрисы. 1699
Эрмитаж, Санкт-Петербург
- Спящая женщина. Около 1710
Национальный музей искусства Каталонии, Барселона
- Портрет скульптора. 1700-е годы
Институт искусств, Чикаго
- Девушка со свечой. Около 1700
ГМИИ им. А. С. Пушкина, Москва
- Кухарка
Музей изящных искусств, Нант
- Сусанна и старцы. Около 1704
Лувр, Париж
- Экстаз святой Терезы. 1710
Версаль